# КРКА (компанія)
КРКА, д. д., Ново мєсто – міжнародна генерична фармацевтична  компанія зі штаб-квартирою в Ново мєсто, Словенія. У 2023 році загальний обсяг продажів КРКА Групи склав 1,806 мільярдів євро. Чистий прибуток Групи КРКА склав 313,7 млн євро. КРКА продає продукцію в більш ніж 70 країнах. У Словенії компанія має виробничі потужності в Лочні та Бршліні (обидва в Ново мєсто), Кршко, Шент'єрнеї та Лютомері; кілька департаментів також розташовані в різних частинах Любляни. КРКА також має виробничі та дистриб'юторські центри в Польщі, Хорватії та Німеччині.  На кінець 2023 року в КРКА Групі працювало 12 753 співробітника.

## Діяльність та продукція
Бізнес КРКА заснований на фармацевтичній  та хімічній діяльності. Лікарські засоби, що відпускаються за рецептом, залишаються основною групою продуктів, частка яких становить 81,7% від загального обсягу продажів КРКА Групи у 2023 році. За обсягом продажів йдуть безрецептурні продукти (9,9%) та товари для здоров'я тварин (5,8%).
КРКА виробляє широкий асортимент рецептурних фармацевтичних препаратів, які використовуються при лікуванні серцево-судинних захворювань, захворювань травних шляхів, захворювань центральної нервової системи, болю, діабету та утворення тромбів. Також підприємство виробляє онкологічні препарати, препарати для системного лікування інфекцій, препарати для лікування захворювань крові та кровотворних органів, ліки від захворювань сечовивідних шляхів, а також ліки від  захворювань дихальної системи.
Безрецептурна продукція КРКА спрямована на профілактику захворювань і лікування легких форм, які не потребують медичної допомоги. Ключові групи товарів: засоби від кашлю та застуди, вітаміни та мінерали, знеболювальні, препарати для лікування захворювань шлунково-кишкового тракту та метаболічних порушень, ліки від алергії, продукти для покращення пам'яті та концентрації уваги.
Основні продукти для здоров'я тварин КРКА призначені для домашніх тварин: протипаразитарні, знеболювальні та препарати для лікування інфекцій. Також компанія виробляє лікарські засоби для лікування сільськогосподарських тварин.
Напрям діяльності КРКА доповнюється курортними та туристичними послугами дочірньої компанії Tерме КРКА Групи. Він об'єднує бізнес-одиниці санаторно-курортних комплексів і готелів Терме Dolenjske Toplice, Терме Šmarješke Toplice, прибережний центр Таласо СтруньяніОточець готелі. Основним напрямком діяльності Tерме КРКА є медицина, реабілітація після захворювань серцево-судинної та дихальної системи, а також проблеми при  рухах.

## Ринки та бізнес-мережа
КРКА – міжнародна компанія, яка реалізує 94% своєї продукції в більш ніж 70 країнах світу. Дочірні компанії та представництва присутні на найважливіших ринках, а її виробничі потужності також розташовані в Польщі, Хорватії та Німеччині.
Найбільшими ринками збуту КРКА є Польща та Німеччина. Регіон Східна Європа є найбільшим регіоном продажів Групи KRKA, на який припадає 33,0% від загального обсягу продажів. За ним слідують регіон Центральна Європа з 22,1% від загального обсягу продажів, регіон Західна Європа з 20,5% від загального обсягу продажів і регіон Південно-Східна Європа з 14,3% від загального обсягу продажів. У Словенії КРКА досягла 6,2% від загального обсягу продажів. Продукція KRKA також доступна на Близькому та Далекому Сході, Африці,  в Північній та Південній Америці. На закордонні ринки регіону припало 4,2% від загального обсягу продажів.

## Дослідження та розробки
КРКА розробляє інноваційні генерики з доданою вартістю, використовуючи свій власний досвід. Компанія в основному синтезує відомі активні інгредієнти за допомогою власних процесів, а потім використовує передові технології та інноваційні рішення для розробки та виробництва своїх лікарських засобів. Широкі та складні технологічні, аналітичні, доклінічні та клінічні дослідження дозволяють КРКА створювати складні продукти в інноваційних фармацевтичних формах. Компанія також виробляє комбінації з однієї таблетки, що містять дві або більше активних інгредієнтів, що дозволяє пацієнтам отримувати подвійну або потрійну терапію в одній дозі.
Технологічні рішення KRKA в ключових областях  захищені патентами, а її продукція продається під власними торговими марками KRKA.

## Якість
Виробництво відповідає міжнародним виробничим та фармацевтичним стандартам, охоплюючи всі етапи від розробки та виробництва до контролю якості, забезпечення якості, зберігання та дистрибуції.
Відповідність цим стандартам підтверджується шляхом регулярних перевірок регулюючими органами, аудитами партнерів і постійної сертифікації системи управління якістю.
Перша система якості КРКА була створена під час заснування компанії в 1954 році, коли контрольна лабораторія спочатку мала площу всього 12 квадратних метрів. У міру розвитку фармацевтичної промисловості активізувалася і регуляторна діяльність. Отже, були впроваджені належна виробнича практика, інші передові практики та додаткові системи управління якістю. КРКА дотримується кількох стандартів, включаючи ISO 9001 (з 1996 року), Responsible Care (з 2000 року), ISO 14001 (з 2001 року), HACCP (з 2004 року), OHSAS 18001 (з 2005 року), ISO/IEC 27001 (з 2007 року), BS 25999 (з 2011 року) та ISO 45001 (з 2020 року).
У 2007 році КРКА модернізувала свою систему управління якістю, включивши в неї принципи Моделі передового досвіду Європейського фонду управління якістю.
У 2023 році компанія отримала свій перший рейтинг S&P Global CSA, який оцінював стійкість її діяльності (ESG). КРКА розробляє інноваційні генерики з доданою вартістю, використовуючи свій власний досвід.

## Історія
КРКА була побудована на давніх традиціях фармації в районі Ново мєсто. Перші аптеки почали з'являтися за монастирськими стінами в цьому регіоні ще в 12-13 століттях. До 15 століття в Ново мєсто була заснована монастирська аптека. Перша регіональна аптека в Ново мєсто була заснована в 1570 році за підтримки регіональної влади. Ним керував Пітер Клаус, який працював асистентом фармацевта. Ця аптека безперервно працювала протягом 380 років до 1950 року, коли її націоналізували та перейменували на міську аптеку Ново мєсто.
Фармацевтична лабораторія КРКА була заснована в 1954 році з ініціативи Бориса Андріяніча, який на той час керував аптекою міста Ново мєсто. Спочатку в ньому працювало всього дев'ять робітників, але за два роки він вже переріс у фармацевтичний завод. Незважаючи на те, що перші ліки були зареєстровані на внутрішньому ринки, КРКА почала виходити на зовнішні ринки вже в 1960-х роках. У цей період компанія додала ліцензовані продукти до свого портфеля продуктів і отримала свої перші реєстрації Управління з санітарного нагляду за якістю харчових продуктів і медикаментів США (FDA) на виробництво антибіотиків до кінця 1970-х років.
На початку 1980-х років КРКА переключила свою увагу на розробку власних генеричних препаратів з доданою вартістю. Вона почала розширювати свою міжнародну маркетингову мережу, значно зміцнюючи свої позиції на європейських ринках. Протягом усього цього періоду КРКА інтенсивно нарощувала свої виробничі потужності та інвестувала в дослідження та розробки.
У 1985 році Виробнича рада призначила Мілоша Ковачича новим головою правління КРКА. У 1997 році КРКА стала публічним товариством з обмеженою відповідальністю і виставила свої акції на Люблянську фондову біржу. У 2005 році Йоже Цоларіч став третім головою правління та генеральним директором.

## КРКА в Україні
Успішна історія КРКА в Україні почалась 24 квітня 1992 року, коли було зареєстровано представництво компанії КРКА в Україні. А після 18 років успішної роботи на українському фармацевтичному просторі компанія стала ТОВ «КРКА УКРАЇНА».
Дотримуючись нашої місії «Жити здоровим життям», ми пропонуємо багатий асортимент високоякісних та доступних фармацевтичних препаратів, що відпускаються за рецептом, без рецепта та ветеринарної продукції, які сприяють покращенню здоров’я та якості життя.
На формацквтичному ринку України представлено більш ніж 300 лікарських форм препаратів (дані за 2023 рік).
Зусилля команди КРКА в Україні зосереджені, в першу чергу, на просуванні високоякісних генеричних лікарських засобів з  додатковою цінністю. Характерними рисами нашої продукції є високий профіль безпеки та вигідне співвідношення  якості та доступної ціни .
Асортимент препаратів, з якими працює компанія ТОВ «КРКА УКРАЇНА», відповідає тенденції розвитку медицини, стратегії компанії на всіх ринках.
Разом з медичною спільнотою ми забезпечуємо українських  пацієнтів препаратами для лікування широкого спектру захворювань за такими напрямами як кардіологія, гастроентерологія, неврологія, психіатрія, ендокринологія, застудні захворювання та інші. Крім цього, на українському ринку доступні ветеринарні препарати для лікування домашніх та сільськогосподарських тварин .
Взаємна повага, довіра та партнерство є основою наших відносин з медичною та фармацевтичною спільнотою, що в поєднанні з діяльністю у сфері корпоративної соціальної відповідальності дозволяє нам успішно поєднувати ділову діяльність із виконанням місії KРКА: «Жити здоровим життям».
КРКА в Україні бере активну участь у дослідницьких і медичних заходах, а також у соціальному житті країни, приділяє особливу увагу благодійним та соціальним заходам, спрямованим на покращення здоров’я та захист навколишнього середовища. Команда КРКА в Україні постійно бере участь у волонтерських проектах і допомагає всім, хто потребує нашої участі, співробітники компанії є донорами крові, під час тижнів благодійності ми допомагаємо дитячим установам та притулкам для тварин.
Головне правило нашої роботи в Україні для реалізації нашої Місії – Місії КРКА – Жити здоровим життям. А це можливо шляхом забезпечення пацієнтів  широким асортиментом  високоякісної, ефективної та безпечної фармацевтичної продукції, встановленням відносин з нашими партнерами, та умінням гнучко реагувати на їхні потреби та очікування.